# Angyalföld kocsiszín
Az Angyalföld kocsiszín egy budapesti kocsiszín.

## Jellemzői
A Budapest IV. kerületében, Újpesten a Pozsonyi utca 1. szám alatt elhelyezkedő épület 1896-ban épült. Elsődlegesen 3 illetve 2 kocsis ČKD–BKV Tatra T5C5K típusú villamosok tárolására használják, amelyek az 1-es, 1A, 12-es, 14-es, és 41-es villamosok vonalait szolgálják ki. A telephelyen fordításra hurokvágány és deltavágány ad lehetőséget, illetve létezik egy ritkán használt vasúti kapcsolat is Angyalföld vasútállomás felé.
A Tatrákon kívül itt állomásozik a 7132-es pályaszámú Roessemann és Kühnemann-BSzKRt 70-es típusjelzésű hóseprő mozdony (becenevén: Muki) is.
A kocsiszín (a majdnem összes társához hasonlóan) rendelkezik gépi kocsimosóval.

## Képtár

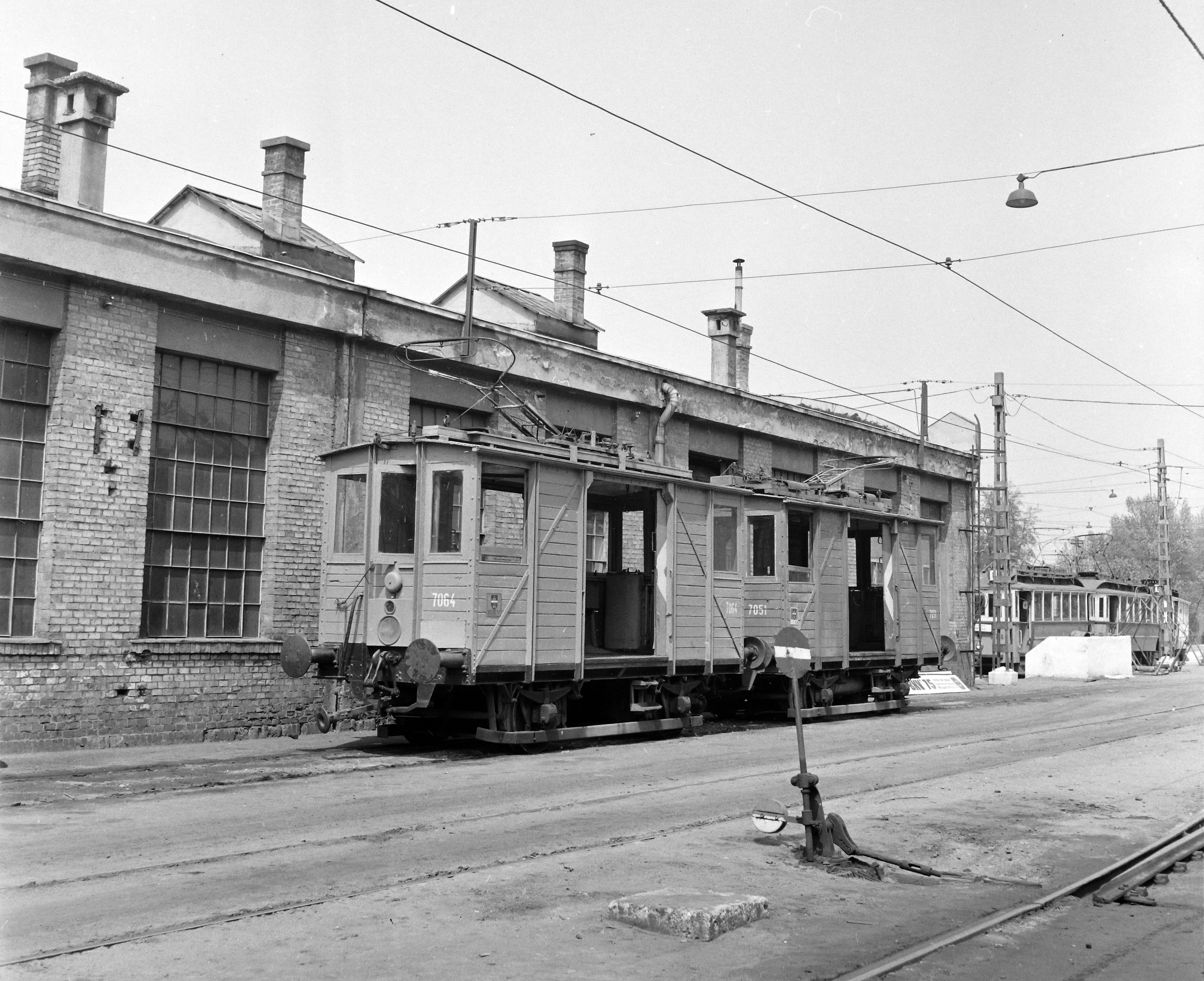
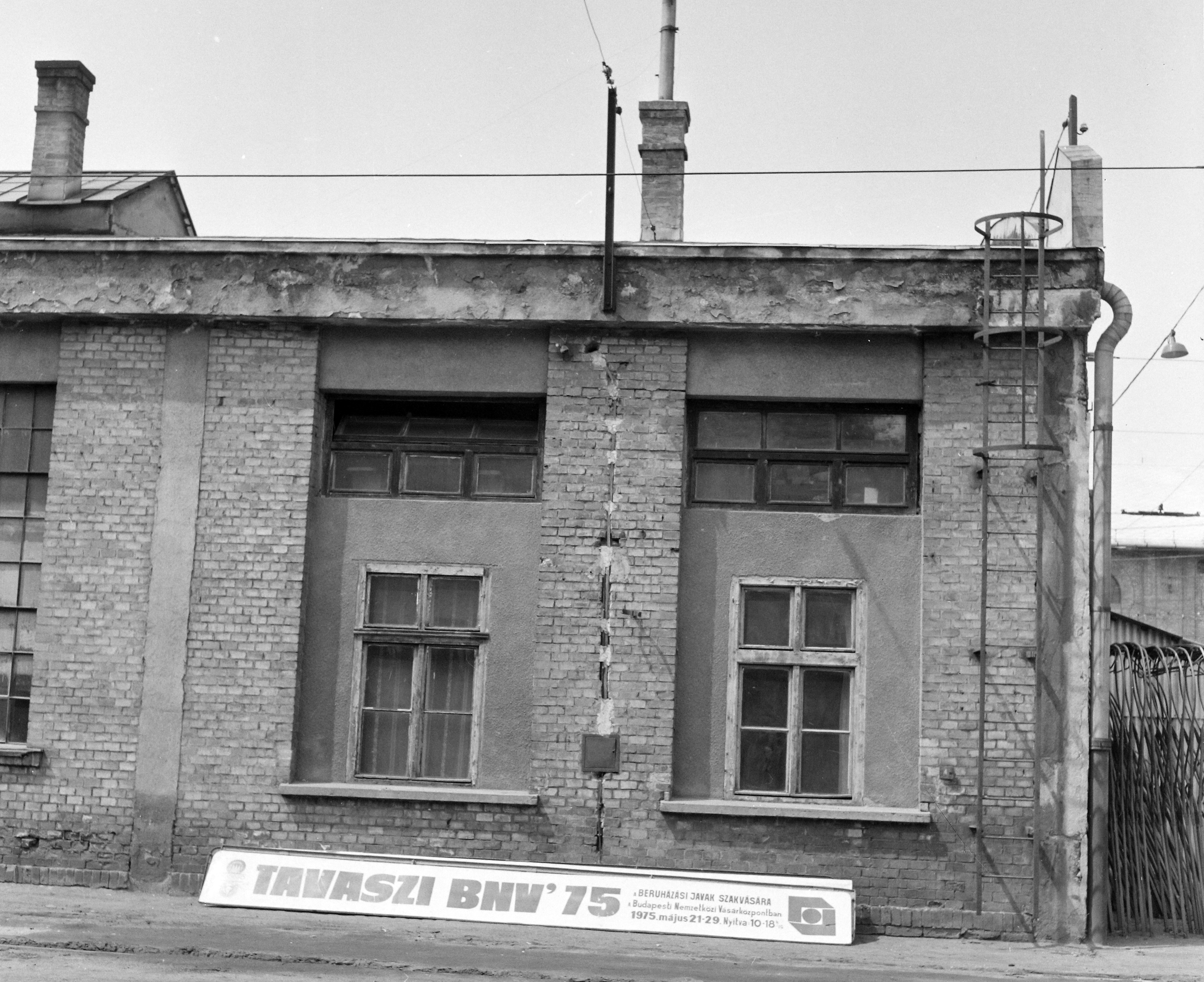
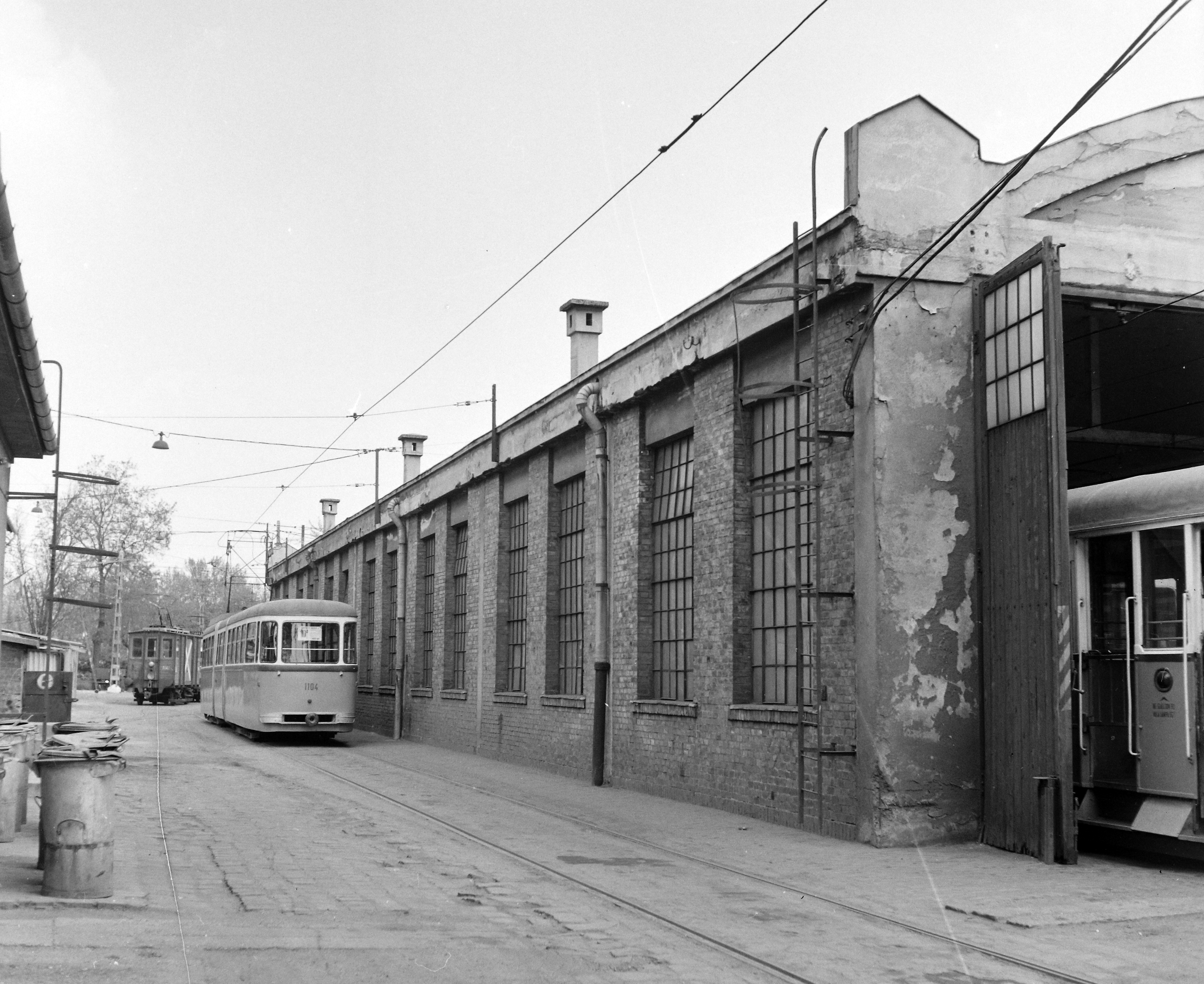
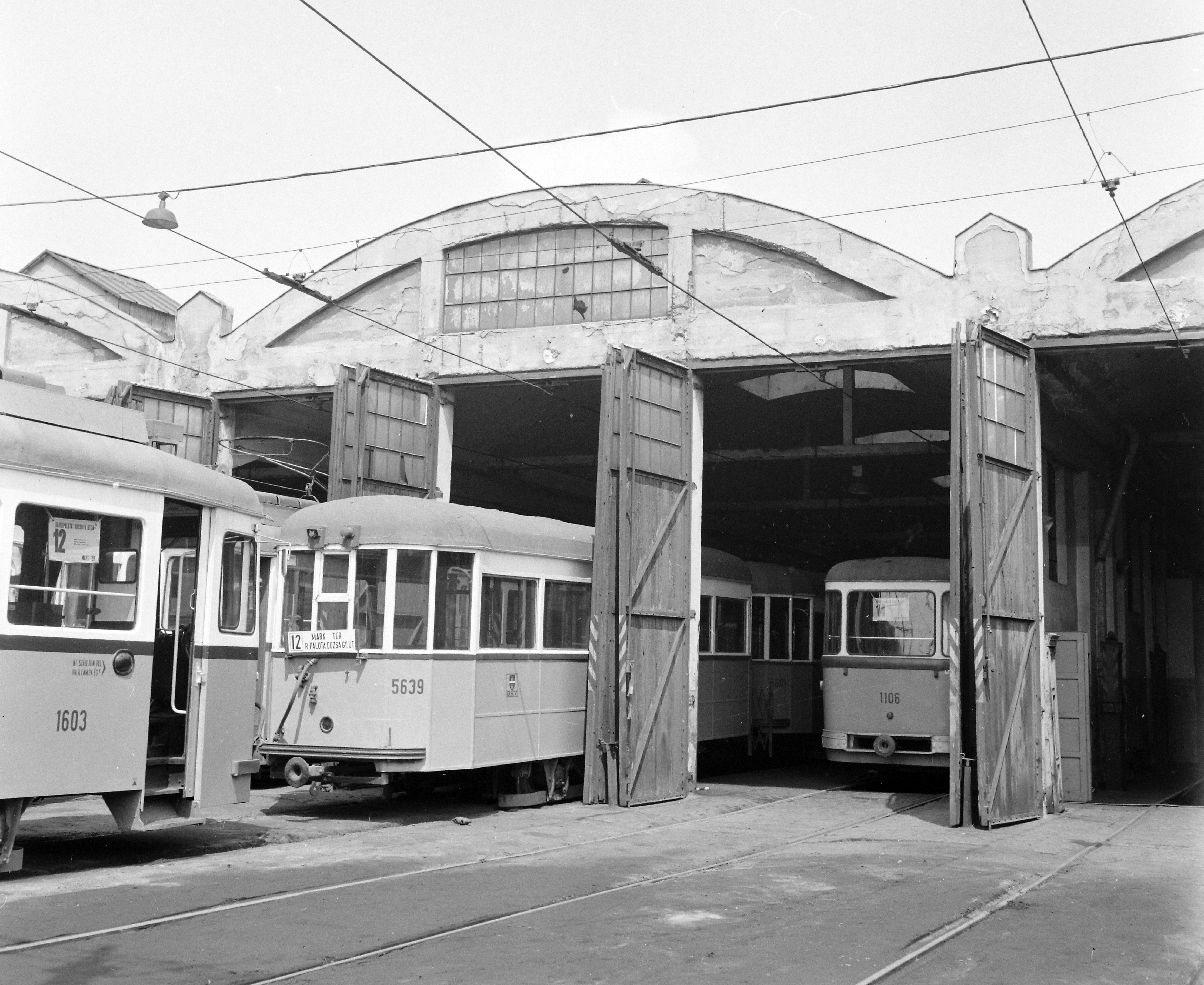
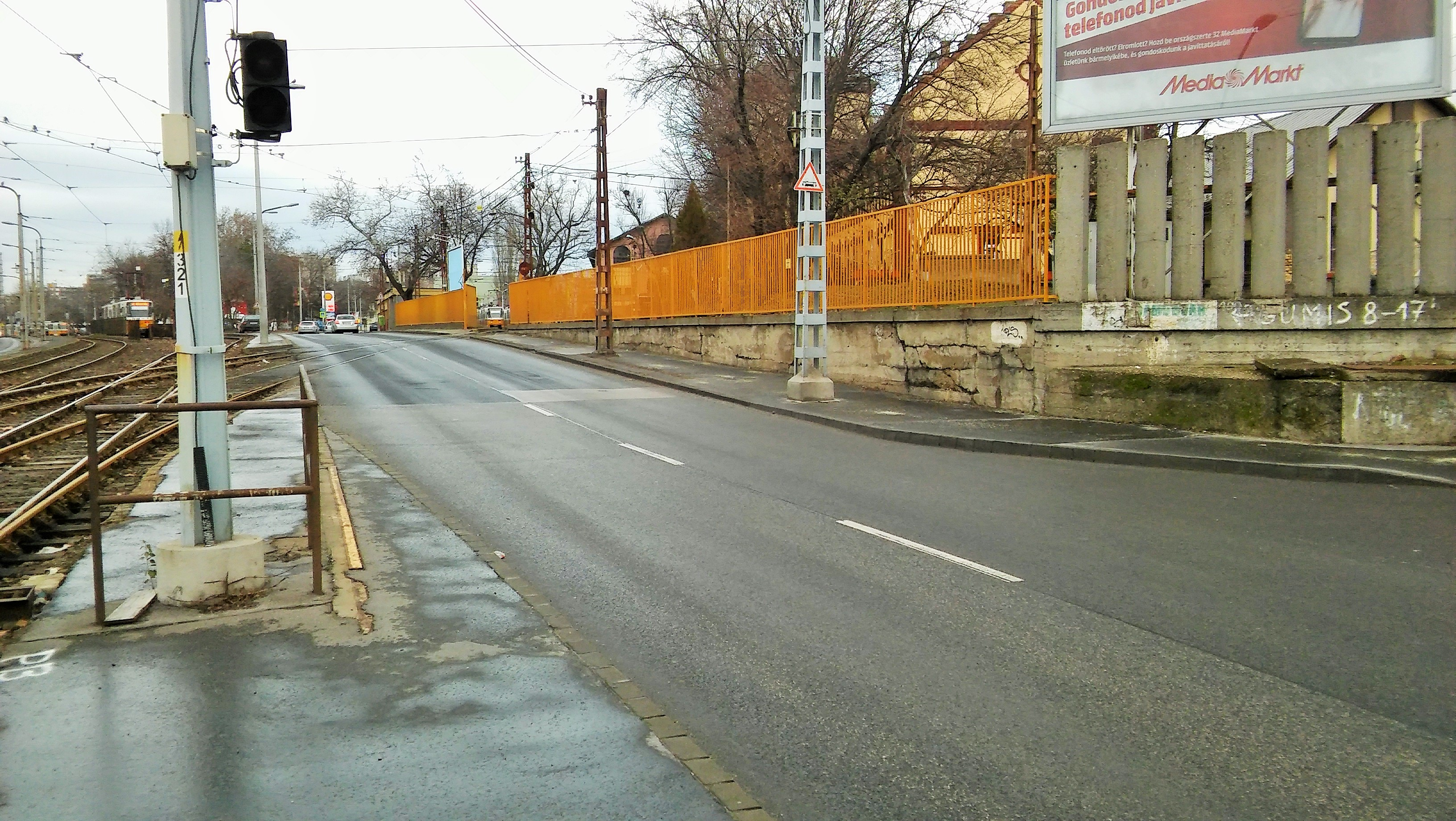
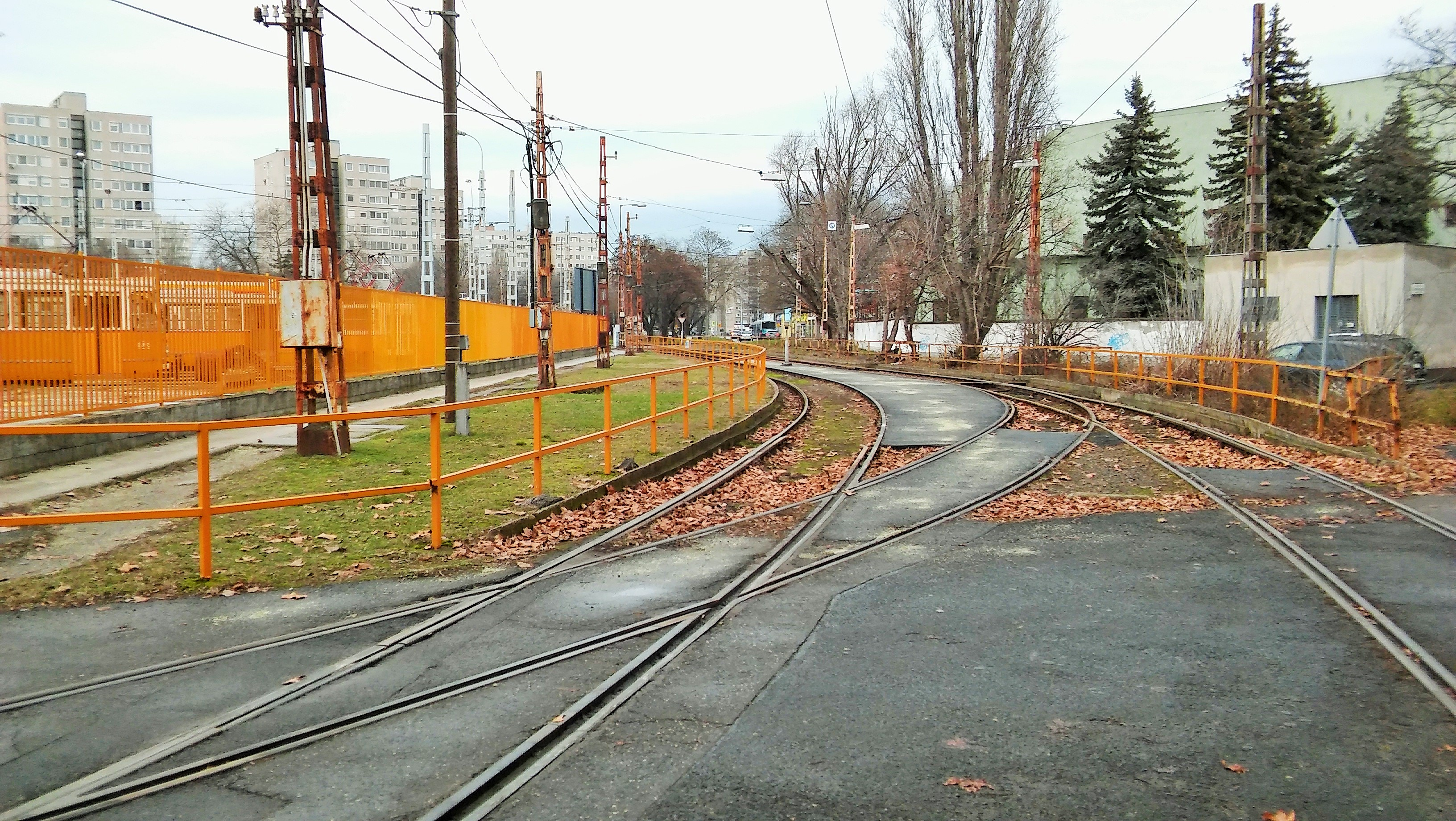
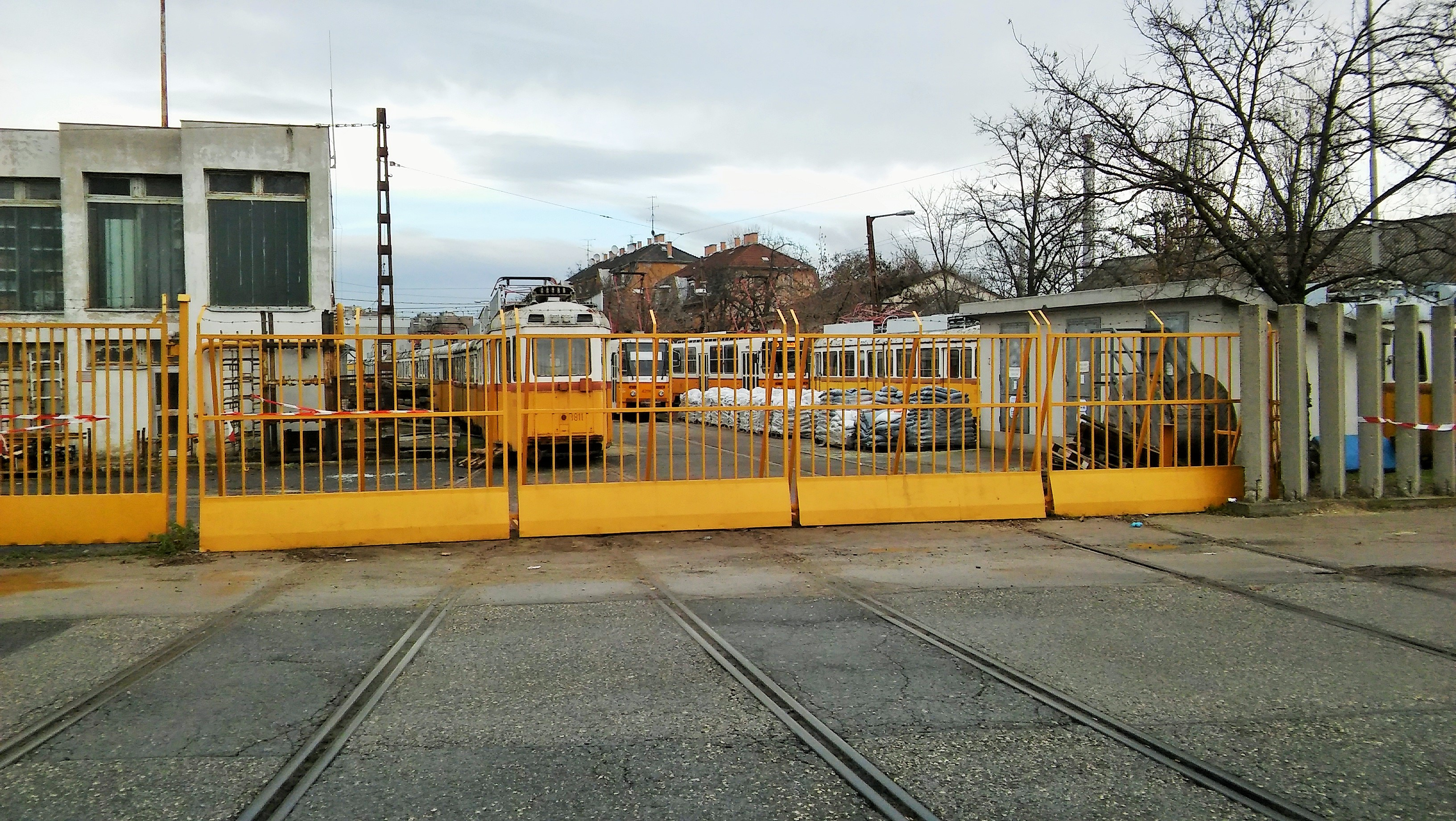
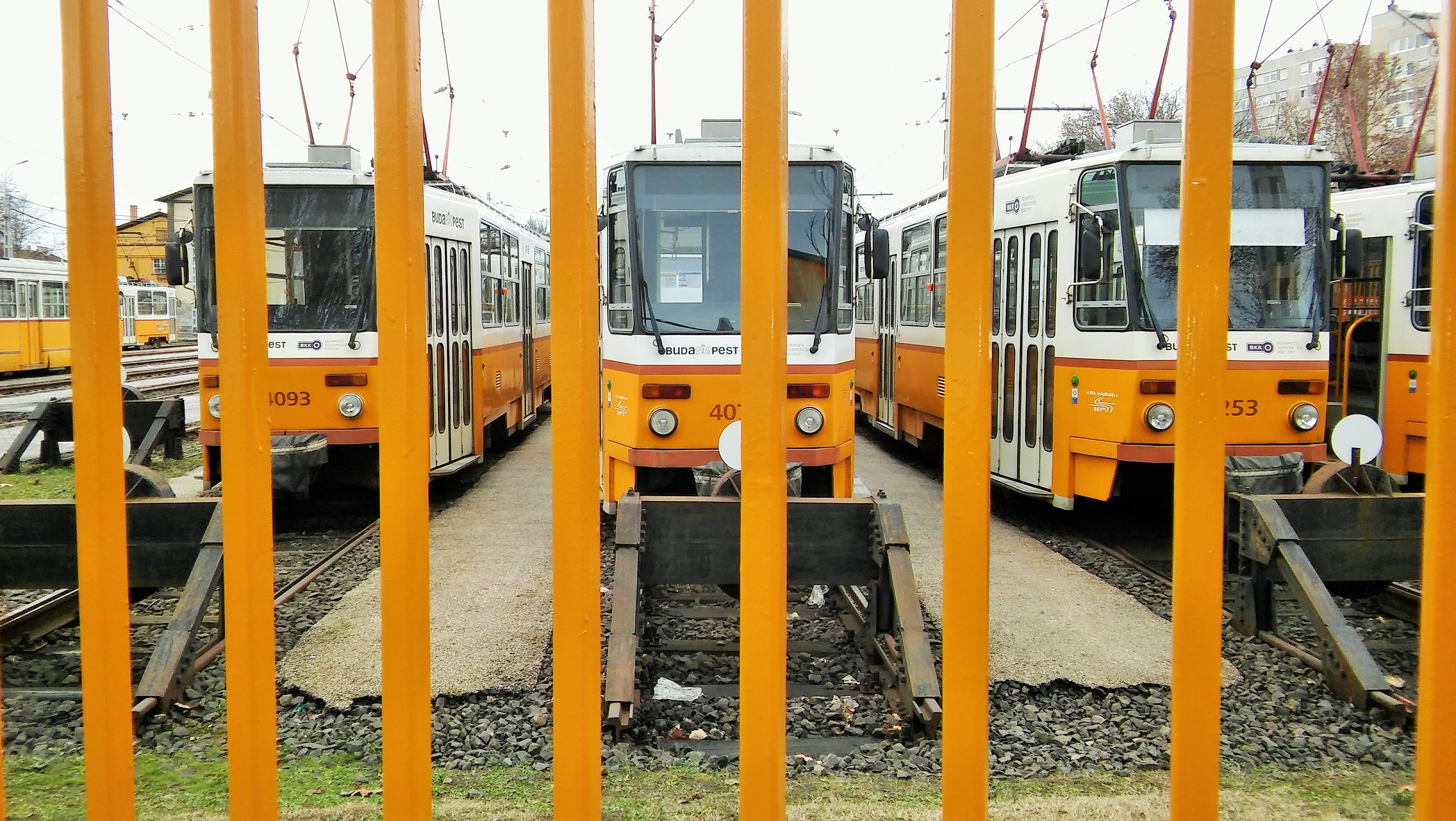
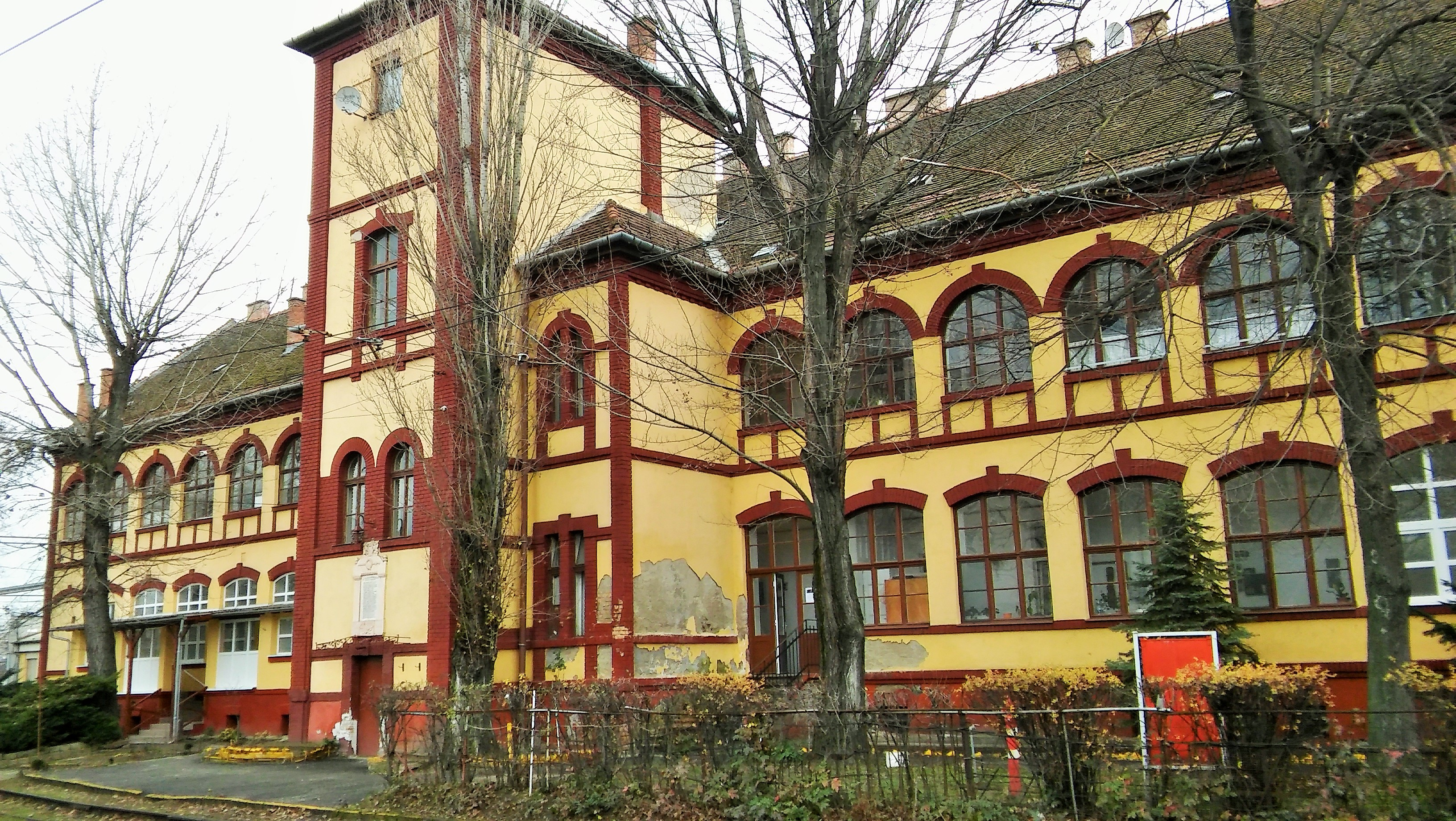
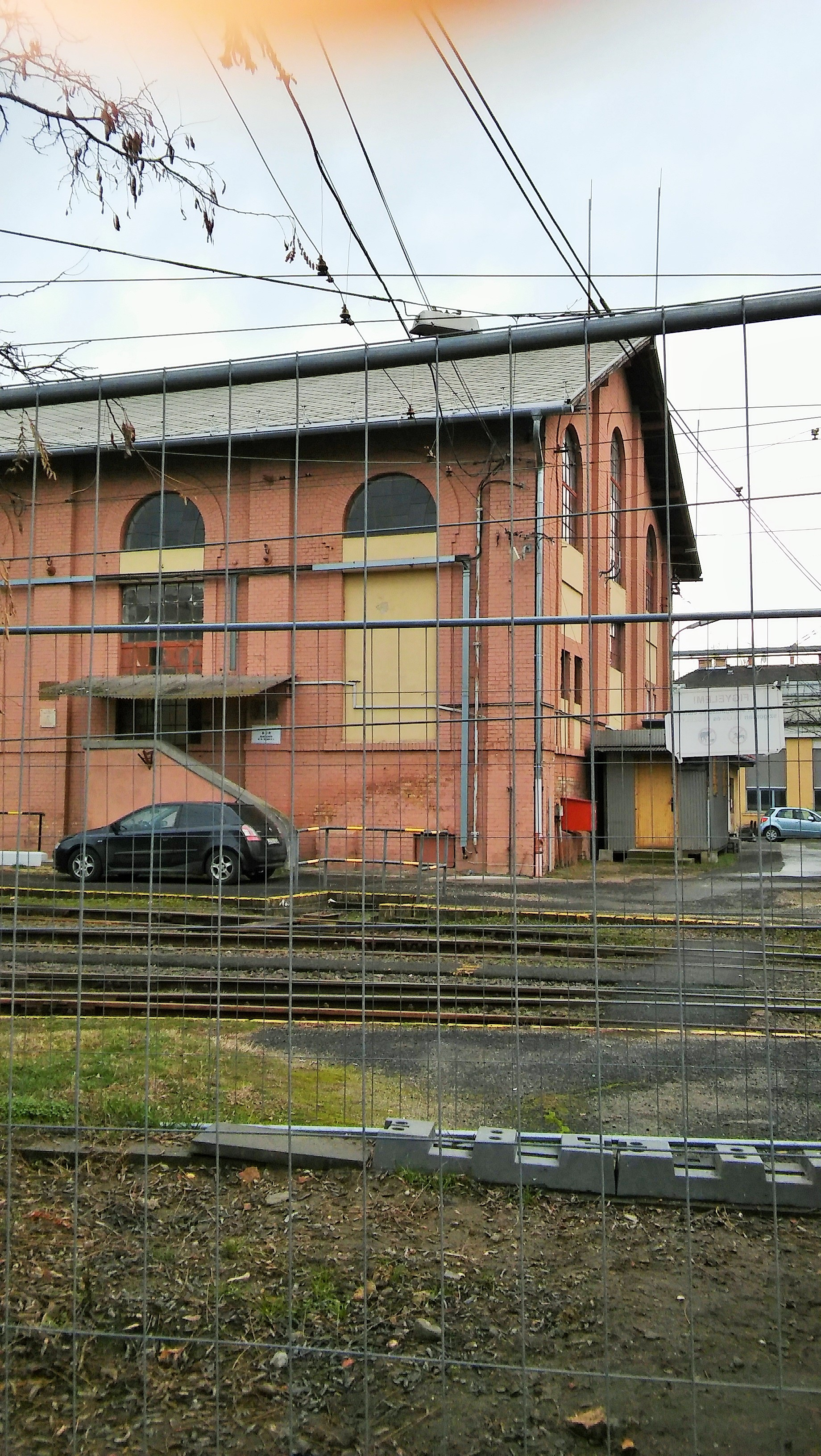